# Agriocnemis thoracalis
Agriocnemis thoracalis là một loài chuồn chuồn kim trong họ Coenagrionidae.
Agriocnemis thoracalis được Sjöstedt miêu tả khoa học năm 1917.